# NetEase
NetEase, Inc., ist eines der führenden chinesischen Internettechnologieunternehmen.
Gründer und CEO des Unternehmens ist Ding Lei. Der Umsatz von NetEase steigt seit der Gründung kontinuierlich an. Dies ist zum größten Teil auf die Investitionen in die Suchmaschinentechnologie und das eigens entwickelte Onlinerollenspiel Fantasy Westward Journey zurückzuführen. Das Unternehmen arbeitet mit Coursera für die Bereitstellung von offenen Online-Kursen in China zusammen.
In den Forbes Global 2000 der weltweit größten Unternehmen belegt NetEase Platz 823 (Stand: Geschäftsjahr 2017). Das Unternehmen kam Mitte 2020 auf einen Börsenwert von über 55 Mrd. US-Dollar.

## Produkte

### 163.com
163.com ist eine chinesische Suchmaschine sowie ein Webportal. Laut einer Studie aus dem Jahre 2008 hat die Seite 1,8 Millionen Besucher jährlich. Zahlreiche chinesische Spammer verwenden für den Mailversand diesen Dienst unter der Domain vip.163.com. Die Nummer 163 ist homophon zu „Gute Reise zu“. 2006 wurde der Wert auf 761,6 Mio. US-Dollar bestimmt. Unter music.163.com besteht ein Musikstreamingdienst, der Musik kostenlos zum Streamen und Download bereitstellt. Anhand der Symbole ist eine Navigation auch für anderssprachige Nutzer möglich.

### kaola.com
kaola.com ist eine führende chinesische eCommerce-Plattform für importierte Produkte. Geplant ist der Erwerb von europäischen Produkten in Höhe von drei Milliarden Euro bis 2020.

### Freemail
Das Unternehmen ist der größte Anbieter von freien E-Mail-Adressen mit mehr als 940 Millionen Konten. (Stand November 2017) Der Anbieter agiert unter anderem unter den Domains 163.com, 188.com und 126.com.

## Käufe
Im Jahr 2018 investierte NetEase 100 Millionen US-Dollar in Bungie für eine Minderheitsbeteiligung am Unternehmen und einen Sitz im Vorstand.
Im Jahr 2019 erwarb NetEase eine Minderheitsbeteiligung an Quantic Dream für eine nicht genannte Investition.
Im Juni 2020 gründete NetEase ein japanisches Studio namens „Sakura Studio“, um Konsolenspiele der nächsten Generation zu entwickeln.
Im Oktober 2021 erwarb NetEase Grasshopper Manufacture von GungHo Online Entertainment und gliederte den Entwickler in die NetEase Games-Abteilung ein.
Im Mai 2022 eröffnete NetEase sein erstes US-Studio in Austin, Texas. Es trägt den Namen Jackalope Games und wird von Jack Emmert geleitet, einem Veteranen der Massively Multiplayer Online Role-Playing Games, der an Titeln wie City of Heroes, Neverwinter, Star Trek Online und DC Universe Online gearbeitet hat. Sie werden an PC- und Konsolenspielen arbeiten und unabhängig von NetEase operieren.
Toshihiro Nagoshi und Daisuke Sato gründeten zusammen mit ihren ehemaligen Sega-Mitarbeitern ein neues Studio namens Nagoshi Studio, das ebenfalls Teil der Tochtergesellschaft sein wird.
Im August 2022 kündigte NetEase die Übernahme von Quantic Dream an, nachdem 2019 eine Minderheitsbeteiligung an dem Unternehmen getätigt wurde. Danach wird das Studio eine Tochtergesellschaft der Muttergesellschaft und wird NetEase helfen, mehr Konsolenspiele zu veröffentlichen.
Im Oktober 2022 kündigte NetEase die Gründung von GPTRACK50 Studio an, einem Entwicklungsunternehmen, das sich auf Konsolenveröffentlichungen konzentriert und von dem ehemaligen Capcom-Produzenten Hiroyuki Kobayashi als Präsident geleitet wird.
Im Januar 2023 wurde bekannt gegeben, dass NetEase das kanadische Studio Skybox Labs übernommen hat.

## Videospiele
NetEase veröffentlicht eigens produzierte Videospiele und dient als Partner bei der Veröffentlichung von Spielen westlicher Unternehmen.
Eigens entwickelte Spiele sind unter anderem Fantasy Westward Journey II, Westward Journey Online II, zwei MMORPGs, sowie Rules of Survival und Knives Out, zwei Spiele, die dem Genre des Battle Royale angehören. Der Fokus von NetEase liegt bei sogenannten Free-to-Play-Spielen, die kostenlos spielbar sind und sich durch Mikrotransaktionen finanzieren. Eine Vielzahl der Spiele sind außerdem auf Smartphones ausgerichtet. Obwohl die Spiele kaum im Westen bekannt sind, haben sie sehr große Spielerzahlen, so wurde Knives Out 1 Jahr nach seiner Veröffentlichung bereits 250 Millionen Mal heruntergeladen.
Außerdem ist NetEase Partner für verschiedene westliche Unternehmen, die ihre Spiele auf den chinesischen Markt bringen möchten. Zu den Videospielen, für die NetEase die Lizenz in China hält, zählen Minecraft, World of Warcraft, StarCraft II, Diablo III, Dead by Daylight Mobile und EVE Online. Die Zusammenarbeit mit Activision Blizzard wurde im Januar 2023 beendet. Ein Jahr darauf, nach der Übernahme von Microsoft, wurde die Zusammenarbeit mit NetEase wieder aufgenommen.

## Belege
1. 1 2  Annual Report. For the fiscal year ended December 31, 2023. In: Form 20-F. United States Securities and Exchange Commission, 25. April 2024, abgerufen am 11. Januar 2025 (englisch).
2. ↑  Michele Penna: Coursera partners with NetEase to deliver free online learning in China. asiancorrespondent.com, 22. Oktober 2013, archiviert vom Original am 10. Juli 2017; abgerufen am 17. Januar 2024 (englisch).
3. ↑  NetEase Inc – Market Data. In: bloomberg.com. Bloomberg L.P., abgerufen am 18. Januar 2024 (amerikanisches Englisch).
4. ↑  Weigui Fang: Du bist ein 286. In: Telepolis. Heise Gruppe, 11. August 2003, archiviert vom Original am 2. April 2015; abgerufen am 18. Januar 2024.
5. ↑  NetEase Koala baut Partnerschaften aus, um den Zugang zu europäischen Produkten für chinesische Konsumenten zu erhöhen. In: Tagesspiegel. 11. April 2017 (archivierte Kopie. [Memento vom 11. März 2022 im Internet Archive]).
6. ↑  NetEase Q2 2017: Revenue Grows to $2 Billion, Games Generate $1.4bn, Chris Wray, WCCFTECH, 10. August 2017 (auf Englisch)
7. ↑  Bungie gets more than $100 million investment from NetEase. 1. Juni 2018, abgerufen am 1. Februar 2023 (englisch).
8. ↑  Michael McWhertor: Quantic Dream receives investment from NetEase to develop next-gen games. In: Polygon. 29. Januar 2019, abgerufen am 1. Februar 2023 (amerikanisches Englisch).
9. ↑  NetEase Games on Facebook | Ghostarchive. In: ghostarchive.org. Abgerufen am 18. Januar 2024 (englisch).
10. ↑  Chris Kerr – News Editor June 05, 2020: Chinese game company NetEase has opened a new studio in Japan. 5. Juni 2020, abgerufen am 1. Februar 2023 (englisch).
11. ↑  NetEase Games acquires Grasshopper Manufacture. 22. Oktober 2021, abgerufen am 1. Februar 2023 (amerikanisches Englisch).
12. ↑  Rita Liao: NetEase opens first US studio in Austin. In: TechCrunch. 5. Mai 2022, abgerufen am 1. Februar 2023 (amerikanisches Englisch).
13. ↑  Nagoshi Studio – 名越スタジオ. In: nagoshistudio.com. Abgerufen am 1. Februar 2023 (japanisch).
14. ↑  NetEase Games acquires Quantic Dream. 31. August 2022, abgerufen am 1. Februar 2023 (amerikanisches Englisch).
15. ↑  NetEase Games establishes GPTRACK50 – Osaka-based studio led by former Capcom producer Hiroyuki Kobayashi. 31. Oktober 2022, abgerufen am 1. Februar 2023 (amerikanisches Englisch).
16. ↑  Vikki Blake: NetEase has acquired Skybox Labs. In: Eurogamer.net. 7. Januar 2023 (englisch, eurogamer.net [abgerufen am 1. Februar 2023]).
17. ↑  Game Portfolio – NetEase Games. In: neteasegames.com. Abgerufen am 14. Juni 2020 (englisch).
18. ↑  NetEase Games' Knives Out battlefield is spreading to PlayStation 4. Archiviert vom Original (nicht mehr online verfügbar) am 14. Juni 2020; abgerufen am 14. Juni 2020 (englisch).
19. ↑  Ryan Browne: World of Warcraft to go offline in China as Activision Blizzard and NetEase end 14-year deal. Abgerufen am 1. Februar 2023 (englisch).
20. ↑  Daisuke Wakabayashi, Claire Fu: Blizzard and NetEase Settle Their Beef, Returning Warcraft to China. In: The New York Times. 10. April 2024, ISSN 0362-4331 (nytimes.com [abgerufen am 5. Januar 2025]).